# Турійський замок
Турійський замок — замок, збудований у XIV столітті на місці руської фортеці, розташованої на річці Турія.

## Історія
Польський король Сигізмунд I Старий у 1517 році передав ці маєтки разом із замком руському князю Роману Сангушку. Після його смерті маєтки успадкував його брат, князь Федір Андрійович Сангушко, староста Володимирський, Брацлавський та Вінницький, маршалок Волинського воєводства. Федір приєднував до фортеці навколишні землі, іноді порушуючи закон. Наприкінці XVI століття маєтки отримали у придане родина Заславських, а потім з 1692 року вони стали власністю родини Любомирських. У XVIII столітті наступними власниками маєтку була родина Стадницьких, а з 1773 року — родина Оссолінських, зокрема Юзеф Оссолінський, староста Сандомирський.

## Архітектура
Перша дерев'яна фортеця була оборонною спорудою. Наступний замок був побудований як мурована споруда, під якою знаходилися величезні тунелі та підземелля.

## Палац
За часів Оссолінських старий замок було перебудовано на палац, який проіснував до кінця ХІХ століття. Згодом з початку ХІХ століття маєток належав родині Мошинських, з другої чверті ХІХ століття родині Оскерко, з 1842 року родині Шембеків та родині Ожешеків. Під час Другої світової війни маєток був зруйнований. Сьогодні немає жодних матеріальних слідів замку та палацу.